# اتا میهالی
اتا میهالی (انگلیسی: Aneta Mihaly؛ زادهٔ ۲۳ september ۱۹۵۷ (۶۷ سال)) ورزشکار روئینگ اهل رومانی است.
وی در مسابقات کشوری و بین‌المللی در مجموع برندهٔ ۲ مدال نقره، ۲ مدال برنز شده‌است.